# Ultima Thule (2001)
Ultima Thule ist ein deutscher Kurzfilm von Holger Mandel nach einer Novelle von Stefan Grabinski aus dem Novellenzyklus Dämon der Bewegung von 1919.

## Inhalt
Ultima Thule (lat.) – Das entfernteste Thule: Die im Norden Britanniens gelegene Insel, wahrscheinlich Island, wurde von den alten Griechen für das äußerste Ende der Welt gehalten.
Am Ende seines Lebens erinnert sich der alte Stationsvorsteher Roman an seinen toten Freund Joszt und an die Gerüchte um ihn und dessen Bahnstation „Ultima Thule“ in der Hohen Tatra. Die Bergbewohner meinten damals, Joszt könne den Tod voraussagen. Wie viel Wahres daran war, muss Roman jetzt erkennen: „Ultima Thule“ beeinflusst Menschen. Im Mittelpunkt des Films stehen die starken menschlichen Beziehungen von Roman und Joszt, die ihre Kraft auch aus den Bereichen schöpfen, die rational nicht erfassbar sind – die Vorahnungen des sogenannten „zweiten Gesichts“, für die es keine Erklärungen gibt, die gleichwohl schicksalsbestimmend sind und letztlich das Geheimnis des Lebens ausmachen. Die Spannung der Geschichte erwächst aus dieser Mischung von Realität und Transzendenz.

## Kritik
„Ein ambitioniertes Projekt, diese Verfilmung einer Novelle vom Beginn des 20. Jahrhunderts.
Sorgsam gewählt, liebevoll ausgestattet und glänzend fotografiert sind die Drehorte, besonders beeindruckend die Bilder der Berge. Mit Licht und Schatten weiß der Film zu spielen, es entsteht eine Atmosphäre für das Übersinnliche, das Transzendentale. Die Ebenen verschwimmen, der kleine Spielfilm läßt fragen: Was liegt hinter unserer Welt, dort jenseits von Ultima Thule, wie die Römer den Grenzort ihrer Erfahrung nannten?“

„Ein trotz aller Kürze episch wirkender mythischer Film über die Endlosigkeit des Todes.“

„‚Ultima Thule‘ ist eine poetische Fantasy-Geschichte über die Gabe des zweiten Gesichts, atemberaubend inszeniert, hypnotisch, von einer faszinierenden Langsamkeit getragen und untermalt von einer suggestiven leierorgelartigen Musik. Bewegend, rührend und souverän inszeniert.“

## Preise
- Shocking Shorts Award Nominierung durch den Kabelkanal „13th Street“
- 2. Jurypreis des 4. Landshuter Kurz-Filmfestes

## Fernsehausstrahlung
- Ausstrahlungen im Juni und August 2002 im Mystery Kabelkanal von Universal „13th Street“
- Seit 2006 mehrmalige Ausstrahlungen im Mitteldeutschen Rundfunk (MDR)